# Japanese Academy Award/Populärster Darsteller
Seit der ersten Verleihung 1980 werden bei den Japanese Academy Awards die nach Meinung der Akademie beliebtesten Schauspieler in Japan in der Kategorie Populärster Darsteller (jap. 話題賞・俳優部門 wadaiū shō – haiyū bumon) geehrt. Man beschränkt sich dabei nicht auf japanische Produktionen oder Menschen, sondern ehrte neben den beiden Hunden Taro und Jiro aus Taro und Jiro in der Antarktis auch das titelgebende Alien aus E. T. – Der Außerirdische.
Die Filme sind nach dem Jahr der Verleihung aufgeführt.

## Preisträger und Nominierte

### 1980–1989
| Jahr | Preisträger                            | für den Film                   |
| 1980 | Keiko Matsuzaka                        |                                |
| 1981 | Hiroko Yakushimaru                     |                                |
| 1982 | Hiroko Yakushimaru                     | Sailor-fuku to kikanjū         |
| 1983 | E.T.                                   | E. T. – Der Außerirdische      |
| 1984 | Taro und Jiro                          | Taro und Jiro in der Antarktis |
| 1985 | Hiroko Yakushimaru                     | W no higeki                    |
| 1986 | Takeshi Kitano                         | Kanashii kibun de joke         |
| 1987 | Takaaki Ishibashi und Noritake Kinashi | Sorobanzuku                    |
| 1988 | Tomoyo Harada                          | Watashi o ski ni tsurete itte  |
| 1989 | Team                                   | Abunai Keiji                   |

### 1990–1999
| Jahr | Preisträger                             | für den Film                                               |
| 1990 | Takeshi Kitano                          | Violent Cop                                                |
| 1991 | Hiroko Yakushimaru                      | Byōin e ikō und Tasumania monogatari                       |
| 1992 | Miho Nakayama                           | Nami no kazudake dakishimete                               |
| 1993 | Kiyotaka Nanbara und Teruyoshi Uchimura | Shichi-nin no otaku: cult seven                            |
| 1994 | Masato Hagiwara                         | Gakko, Geburt eines Sektenpriesters und Wo liegt der Mond? |
| 1995 | Hidetaka Yoshioka                       | Last Song                                                  |
| 1996 | Etsushi Toyokawa                        | Love Letter                                                |
| 1997 | Tadanobu Asano                          | Acri, Focus, Fried Dragon Fish und Picnic                  |
| 1998 | Masahiko Nishimura                      | Radio-Zeit                                                 |
| 1999 | Yuji Oda                                | Odoru daisosasen                                           |

### 2000–2009
| Jahr | Preisträger        | für den Film                     |
| 2000 | Hiroyuki Yabe      | Messengers                       |
| 2001 | Morning Musume     | Pinch Runner                     |
| 2002 | Naoki Tanaka       | Minna no ie                      |
| 2003 | Anne Suzuki        | Returner – Kampf um die Zukunft  |
| 2004 | Aya Ueto           | Azumi                            |
| 2005 | Masami Nagasawa    | Sekai no chūshin de, ai o sakebu |
| 2006 | Erika Sawajiri     | Pacchigi!                        |
| 2007 | Muga Tsukaji       | Mamiya Kyōdai                    |
| 2008 | Yui Niigaki        | Koisora                          |
| 2009 | Ken’ichi Matsuyama | Detroit Metal City               |

### 2010–2016
| Jahr | Preisträger          | für den Film                                                           |
| 2010 | Haruka Ayase         | Oppai Volleyball                                                       |
| 2011 | Takashi Okamura      | Thidakankan~Umi to Sango to Chīsa na Kiseki~                           |
| 2012 | Atsuko Maeda         | Moshi Kōkō Yakyū no Joshi Manager ga Drucker no "Management" o Yondara |
| 2013 | Yūko Ōshima          | Yamikin Ushijima Kun                                                   |
| 2014 | Masayasu Wakabayashi | Himawari to Koinu no 7-ka Kan                                          |
| 2015 | Junichi Okada        | Eternal Zero – Flight of No Return                                     |
| 2016 | Momoiro Clover Z     | Maku ga Agaru                                                          |